# Stempellina tarumai
Stempellina tarumai är en tvåvingeart som beskrevs av Sawedal 1984. Stempellina tarumai ingår i släktet Stempellina och familjen fjädermyggor. Inga underarter finns listade i Catalogue of Life.